# Constitución de Honduras de 1982
La constitución de Honduras de 1982 es la duodécima constitución promulgada en el país, estando actualmente vigente. Fue aprobada mediante Decreto n.º 131 publicado el 20 de enero de 1982 en el diario oficial La Gaceta en su publicación n.º 23,612; derogando a la anterior constitución de 1965.
En su redacción original constaba de 379 artículos, algunos de los cuales fueron derogados, creados nuevamente, fusionados, expandidos o reformados totalmente para eliminar disposiciones e introducir nuevos derechos o entes estatales. También ha habido dos intentos de derogarla mediante la instalación de una asamblea constituyente, en 1984 y en 2009; en este último caso impulsado por el Poder Ejecutivo encabezado por el expresidente Manuel Zelaya.
Zelaya fundó posteriormente el Partido Libertad y Refundación, actualmente en el poder bajo la presidencia de su esposa Xiomara Castro, y que tiene como proyecto político la eventual conformación de una asamblea constituyente.

## Asamblea Constituyente

### Antecedentes
En 1979 el gobierno de facto de Policarpo Paz García, motivado por presiones de los Partidos Nacional y Liberal de Honduras y del gobierno de los Estados Unidos, llamó a elecciones para una Asamblea Nacional Constituyente a realizarse el 20 de abril de 1980. En estas el Partido Liberal obtuvo 35 diputados, el Partido Nacional 33 y el Partido Innovación y Unidad 3.

### Integrantes
Directiva
| 1. José Efraín Bú Girón          | Presidente     | Diputado por Santa Bárbara     |
| 2. Benigno Ramón Irías Henríquez | Vicepresidente | Diputado por Olancho           |
| 3. José Nicolás Cruz Torres      | Vicepresidente | Diputado por Francisco Morazán |
| 4. Marco Tulio Castillo Santos   | Secretario     | Diputado por Colón             |
| 5. Juan Pablo Urrutia Raudales   | Secretario     | Diputado El Paraíso            |
| 6. Carlos Orbin Montoya          | Prosecretario  | Diputado por Francisco Morazán |
| 7. Heriberto Alcántara Mejía     | Prosecretario  | Diputado por Copán             |

Demás miembros
| Por el departamento de Atlántida: 8. Marco Antonio Ponce Pagoaga 9. Raúl Robles Fúnez 10. Ela Corina Escobar de Canales 11. Marco Tulio Munguía Soto |
| Por el departamento de Colón: 12. Elías Jones Cálix |
| Por el departamento de Comayagua: 13. Carlos Alberto Salgado Chávez 14. Juan de la Cruz Avelar Leiva 15. José Amado Antonio Petit Hernández |
| Por el departamento de Copán: 16. Arturo Rendón Pineda 17. Armando Moreno Alvarado 18. Gabriel Cardona Tábora |
| Por el departamento de Cortés: 19. Antonio Julín Méndez 20. Iván Fernando López Leiva 21. Modesto Arnaldo Chacón Soto 22. Jorge René Bendaña Meza 23. Daniel David Quezada Fernández 24. José Dolores González Vallecillo 25. Mario Enrique Prieto Alvarado 26. Víctor Manuel Galdámez Prieto 27. Emilio Sosa Mancía                                          |
| Por el departamento de Choluteca: 28. Carlos Humberto Matamoros 29. Gustavo Simón Núñez 30. David Antonio Mendoza Lupiac 31. Céleo Arias Moncada 32. Jesús María Herrera Regalado 33. José Guadalupe Lardizábal Sanabria |
| Por el departamento de El Paraíso: 34. Carlos Octavio Rivas García 35. Ignacio Alberto Rodríguez Espinoza 36. Oswaldo Laínez Valladares |
| Por el departamento de Francisco Morazán: 37. Jorge Ramón Hernández Alcerro 38. Héctor Orlando Gómez Cisneros 39. Alfredo Musa Jalil Salomón 40. César Montes Lagos 41. Irma Lucrecia Acosta Mejía 42. Juan Rafael Pineda Ponce 43. Modesto Rodas Baca 44. Carlos Roberto Flores Facussé 45. Mario Enrique Rivera López 46. Roberto Eduardo Cantero Rodríguez |

| Por el departamento de Gracias a Dios: 47. Roberto Carlos Echenique Salgado |
| Por el departamento de Intibucá: 48. Romualdo Bueso Peñalba 49. Natanael Del Cid Menéndez                                                                                         |
| Por el departamento de Islas de la Bahía: 50. Alden McClay Bennet Brooxs |
| Por el departamento de La Paz: 51. Rolando Melghem Bonilla 52. Trinidad Cervantes Gallo                                                                                           |
| Por el departamento de Lempira: 53. Napoleón Guillén Méndez 54. Jacobo Omar Hernández Cruz 55. Leónidaz Rosa Bautista                                                             |
| Por el departamento de Ocotepeque: 56. Rafael Antonio Ardón Fuentes 57. Jorge Alberto Pineda Arita                                                                                |
| Por el departamento de Olancho: 58. Francisco Berino Ruiz Banegas 59. León de Jesús Rivera Pagoada 60. Francisco Ernesto Hernández Lobo                                           |
| Por el departamento de Santa Bárbara: 61. Manfredo Fajardo Aguirre 62. Joaquín Medina Alvarado 63. Cristino Tróchez Barahona 64. Andrés Galindo Castellanos                       |
| Por el departamento de Valle: 65. José Elías Názar Romero 66. Nelson Eddy Barralaga                                                                                               |
| Por el departamento de Yoro: 67. William Franklin Hall Rivera 68. Carlos Alberto Pineda Meza 69. María Dilma Quezada 70. Vicente Murillo Durón 71. José Alfredo Montoya Rodríguez |

## Estructura
En su totalidad son 379 artículos los que componen la constitución:
Decreto número 131.
- PREÁMBULO.

Nosotros, Diputados electos por la voluntad soberana del pueblo hondureño, reunidos en Asamblea Nacional Constituyente, invocando la protección de Dios y el ejemplo de nuestros próceres, con nuestra fe puesta en la restauración de la unión centroamericana e interpretando fielmente las aspiraciones del pueblo que nos confirió su mandato, decretamos y sancionamos la presente Constitución para que fortalezca y perpetúe un estado de derecho que asegure una sociedad política, económica y socialmente justa que afirme la nacionalidad y propicié las condiciones para la plena realización del hombre, como persona humana, dentro de la justicia, la libertad, la seguridad, la estabilidad, el pluralismo, la paz, la democracia representativa y el bien común.
TÍTULO I: DEL ESTADO
Capítulo I. De la organización del Estado
Capítulo II. Del territorio
Capítulo III. De los tratados
TÍTULO II: DE LA NACIONALIDAD Y CIUDADANÍA
Capítulo I. De los hondureños
Capítulo II. De los extranjeros
Capítulo III. De los ciudadanos
Capítulo III-A. Del Registro Nacional de las Personas
Capítulo IV. Del sufragio y los partidos políticos
Capítulo V. De la función electoral
TÍTULO III: DE LAS DECLARACIONES, DERECHOS Y GARANTÍAS
Capítulo I. De las declaraciones
Capítulo II. De los derechos individuales
Capítulo III. De los derechos sociales
Capítulo IV. De los derechos del niño
Capítulo V. Del trabajo
Capítulo VI. De la seguridad social
Capítulo VII. De la salud
Capítulo VIII. De la educación y cultura
Capítulo IX. De la vivienda
TÍTULO IV: DE LAS GARANTÍAS CONSTITUCIONALES
Capítulo I. Del habeas corpus, habeas data y el amparo
Capítulo II. De la inconstitucionalidad y la revisión
Capítulo III. De la restricción o la suspensión de los derechos
TÍTULO V: DE LOS PODERES DEL ESTADO
Capítulo I. Del Poder Legislativo
Capítulo II. De la formación, sanción y promulgación de la Ley
Capítulo III. Del Tribunal Superior de Cuentas
Capítulo IV. De la Procuraduría General de la República
Capítulo V.
Sección I: Del Ministerio Público
Sección II: Del Juicio Político
Capítulo VI. Del Poder Ejecutivo
Capítulo VII. De las Secretarías de Estado
Capítulo VIII. Del servicio civil
Capítulo IX. De las instituciones descentralizadas
Capítulo X. De las Fuerzas Armadas
Capítulo XI. Del régimen departamental y municipal
Capítulo XII. Del Poder Judicial
Capítulo XIII. De la responsabilidad del Estado y de sus servidores
TÍTULO VI: DEL RÉGIMEN ECONÓMICO
Capítulo I. Del sistema económico
Capítulo II. De la moneda y la banca
Capítulo III. De la reforma agraria
Capítulo IV. Del régimen financiero
Capítulo V. De la Hacienda Pública
Capítulo VI. Del presupuesto
TÍTULO VII: DE LA REFORMA Y LA INVIOLABILIDAD DE LA CONSTITUCIÓN
Capítulo I. De la reforma de la Constitución
Capítulo II. De la inviolabilidad de la Constitución
TÍTULO VIII: DE LAS DISPOSICIONES TRANSITORIAS Y DE LA VIGENCIA DE LA CONSTITUCIÓN

## Contenido original

### Sobre el Estado
La forma de gobierno de Honduras continúa siendo republicana, declarándose como un «Estado de Derecho» que «hace suyos los principios y prácticas del derechos internacional que propenden a la solidaridad humana, al respeto a la autodeterminación de los pueblos, a la no intervención y al afianzamiento de la paz y la democracia universales» (art. 15). En el Título I, Capítulo 2, se describe ampliamente la extensión territorial y marítima del país.
Se declara al Estado un promotor de «las culturas nativas, el folklore nacional, el arte popular y las artesanías», así como de la cultura física y los deportes, y de las producciones de autores nacionales o extranjeros que contribuyan al desarrollo nacional (art. 173-175).
Se establece el servicio militar obligatorio para ciudadanos entre los 18 y 30 años de edad (art. 276 —reformado para su abolición) 

### Poderes del Estado
Legislativo
Se aumenta la base para escoger diputados de un diputado por cada 30 mil habitantes a uno por cada 35 mil (art. 202 —reformado). Se crea la Pagaduría Especial del Poder Legislativo, por cuya cuenta corren los gastos de ese poder (art. 209).
Ejecutivo
La constitución prohíbe a quien haya ejercido la Presidencia de la República ser elegido presidente o designado, castigando al que proponga su reforma (art. 239 —declarado inaplicable). Se establece que, en ausencia absoluta del presidente de la República, la línea de sucesión para completar su periodo de mandato sería: los designados presidenciales, el presidente del Congreso y el presidente de la Corte Suprema (art. 242). 
Se ordena que existan al menos doce secretarías (art. 246 —reformado). Se establecen más regulaciones a los entes descentralizados del Estado, los cuales serán dirigidos por funcionarios escogidos por el Ejecutivo (Título V, capítulo IX).
Judicial
Se mantuvo el número de magistrados de la Corte Suprema en nueve y en siete el de los suplentes, con una duración en el cargo de cuatro años con posibilidad de reelección (disposiciones modificadas). Se le asigna al Poder Judicial no menos del 3 % del presupuesto de la República. Respecto a la constitución anterior, se aumentaron los requerimientos para ser magistrado: debiendo ser mayor de 35 años, juez de Letras o magistrado de la Corte de Apelaciones por cinco años o haber ejercido la profesión por diez años (condiciones aumentadas). Se prohíbe a los magistrados participar en actividades político-partidarias, sindicalizarse o declararse en huelga. Y se crea la jurisdicción de lo contencioso administrativo (disposición removida). 
- Todos los artículos correspondientes al Poder Judicial fueron reformados mediante el Decreto 262-2000.[2]

### Deberes y derechos
Se invocan en la constitución nuevos deberes a los ciudadanos tales como obtener la tarjeta de identidad, «cumplir, defender y velar porque se cumpla la constitución» y «defender la patria, respetar a las autoridades y contribuir al sostenimiento moral y material de la nación». También se manda que todo hondureño debe ser inscrito en el Registro Nacional de las Personas (art. 38-40). Reaparece la promoción o apoyo al continuismo del presidente de la República como un causante de la pérdida de la ciudadanía (art. 42 —reformado). Esto ya aparecía en la constitución de 1957, pero fue removido en la de 1965.
Se sigue prohibiendo la pena de muerte y se declara que toda persona por nacer será considerada nacida para todo lo que le favorezca dentro de los límites legales (art. 67 —extendido). Se prohíbe la pena perpetua y las penas restrictivas de la libertad se limitan a 20 años por delito individual y a 30 por la acumulación de delitos (art. 97 —prohibición y límites removidos). Se prohíbe que cualquier persona utilice a menores de edad para mendigar y se manda a los medios de comunicación a colaborar con la educación de los niños (art. 124-125).
Se reconoce el derecho de los trabajadores al pago del séptimo día y de los trabajadores permanentes al pago del «decimotercer mes en concepto de aguinaldo» (art. 128). Se prohíbe a los patronos emplear menos de un 90 % de trabajadores hondureños y pagar a estos menos del 85 % del total de salarios, salvo casos excepcionales (art. 137).
Se señala como una «tarea primordial del Estado» la erradicación del analfabetismo y un deber de los ciudadanos el contribuir con esa causa (art. 154). Se manda la emisión del Estatuto del Docente Hondureño (art. 165)

### Instituciones
Por primera vez se indica en la constitución que el Estado contribuirá a financiar los gastos de los partidos políticos (art. 49). Se designó al Tribunal Nacional de Elecciones (TNE), creado en 1977, como el encargado del proceso electoral, contando con un representante propietario y un suplente por cada partido político (cuatro en ese entonces) y uno de cada cargo nombrado por la Cortes Suprema de Justicia (art. 52 —reformado). Se ordena la creación del Registro Nacional de las Personas, dependiente del TNE (art. 54 —reformado).
Se aumenta la asignación de dinero a la Universidad Nacional Autónoma de Honduras, del 3 % del presupuesto anual (de la constitución anterior) a no menos del 6 % (art. 161)
El periodo de mandato del Jefe de las Fuerzas Armadas pasa a ser de cinco años (art. 256 —reformado). Se crea el Consejo Nacional de Defensa y Seguridad y se establece el Colegio de Defensa Nacional como el más alto centro de estudio de las Fuerzas Armadas (art. 287 y 289). Se establece el Instituto de Previsión Militar como el ente encargado de velar por el bienestar social de los miembros de las Fuerzas Armadas (art. 291).
Se crean: 
- El Instituto Hondureño para la Prevención del Alcoholismo, Drogadicción y Farmacodependencia, a regirse por una ley especial (art. 148).
- El Fondo Social para la Vivienda, con la finalidad de propiciar el desarrollo habitacional (art. 181).
- La Dirección de Probidad Administrativa como un organismo de control, auxiliar del poder Ejecutivo (art. 232 —organismo eliminado).
- El Régimen de Servicio Civil, que regula las relaciones de empleo y servicio público entre el Estado y sus servidores (art. 256).

### Sobre la constitución
En el artículo 374 se declaran como artículos inmodificables: el mismo artículo, el anterior que faculta al Congreso para modificar la constitución y los que tienen que ver con la forma de gobierno, el territorio, el periodo presidencial, la prohibición para ser reelecto presidente de la República y la prohibición para ser electo presidente de la República en el siguiente periodo (declarado parcialmente inaplicable).
Se declara la «inviolabilidad de la constitución», por la cual la constitución no pierde su vigencia por actos de fuerza ajenos a los procedimientos mandados por la constitución, instando a los ciudadanos a procurar el restablecimiento de su efectiva vigencia.

## Reformas importantes

### I Legislatura (1982-1986)
Decreto 163-82 del 29 de noviembre de 1982 y ratificado por Decreto 10-84 publicado en La Gaceta el 9 de marzo de 1984.
Se hacen varias reformas a la constitución concernientes a las Fuerzas Armadas. Se reforman los artículos: 277-284, 286 y 290, y los numerales de otros.
Decreto 188-85 del 24 de octubre de 1985 y ratificado por Decreto 189-86 publicado en La Gaceta el 28 de noviembre de 1986.
Reduce el periodo de mandato del comandante en jefe de las Fuerzas Armadas de cinco a tres años (art. 279).

### II Legislatura (1986-1990)
Decreto 206-87 del 29 de noviembre de 1987. Ratificado por Decreto 28-88 publicado en La Gaceta el 21 de abril de 1988.
Fija en 128 la cantidad de diputados del Congreso Nacional (art. 202).
Decreto 248-89 del 15 de diciembre de 1989. Ratificado por Decreto 4-90 publicado en La Gaceta el 23 de febrero de 1990.

Modificó el numeral 1 del artículo 250 —sobre la prohibición para ser secretario y subsecretario de Estado— y el numeral 1 del artículo 199 —sobre la prohibición para ser diputado— para permitir el nombramiento en esos cargos de los designados presidenciales.

### III Legislatura (1990-1994)
Decreto 122-90 del 29 de octubre de 1990. Ratificado por Decreto n.º 5-91 publicado en La Gaceta el 6 de febrero de 1991.
Se reforma el artículo 246 para eliminar el mandato constitucional de la existencia de al menos doce secretarías.

### IV Legislatura (1994-1998)
Decreto 24-94 del 10 de mayo de 1994. Ratificado por Decreto 65-95, publicado en La Gaceta el 26 de mayo de 1995.
Se elimina el servicio militar obligatorio, invocando la Ley de Servicio Militar.
Decreto 191-94 del 15 de diciembre de 1994. Ratificado por Decreto 2-95 de febrero de 1995, publicado en La Gaceta el 4 de marzo de 1995.
Se crea en el artículo 59 la institución del Comisionado Nacional de los Derechos Humanos, con atribuciones en una ley especial.
Decreto 136-95 del 19 de septiembre de 1995. Ratificado por Decreto 229-96, publicado en La Gaceta en enero de 1997.
Crea el párrafo tres del artículo 272, por el cual las Fuerzas Armadas estarán a disposición del ente electoral desde un mes antes de las elecciones hasta la declaración de las mismas, cooperando con la Policía para brindar seguridad. Elimina del artículo 273 a las «Fuerzas de Seguridad Pública» como parte de las Fuerzas Armadas y reforma totalmente el artículo 293 para presentar a la Policía Nacional. 
Decreto 46-97 del 5 de mayo de 1997. Ratificado por Decreto 258-98 publicado en La Gaceta el 9 de diciembre de 1998.
Se reforma el artículo 97 para establecer la pena de privación de la libertad a perpetuidad. Se elimina el límite de años para penas privativas de libertad individuales o acumuladas, que pasan a estar sujetas a la Ley Penal.

### V Legislatura (1998-2002)
Decreto 245-98 del 19 de septiembre de 1998. Ratificado por Decreto 2-99 publicado en La Gaceta el 26 de enero del 1999.
Entre otras reformas, se reforman los artículos 272, 277 al 284, 290 y 291 para sustituir el Estado Mayor General de las Fuerzas Armadas por el Estado Mayor Conjunto de las Fuerzas Armadas, que pasa a depender de la Secretaría de Defensa Nacional. Se elimina la figura del Jefe de las Fuerzas Armadas, trasladando el mandato directo de las mismas al presidente de la República, a quien se le inviste con el cargo de comandante general de las Fuerzas Armadas.
Decreto 262-2000 del 22 de diciembre del 2000. Ratificado por Decreto 38-2001 de abril de 2001.
Se reforma totalmente el Capítulo XII: Del Poder Judicial (art. 303-320), encontrado en el Título V, cambiando el orden numérico de las disposiciones constitucionales. La Corte Suprema de Justicia pasa a tener asiento en la capital de la República y a estar integrada por 15 magistrados escogidos por un periodo de siete años (art. 308 y 314). Se crea la Sala de la Constitución (art. 316 —reformado) y el Consejo de la Judicatura (art. 317 —reformado).
Se crea la Junta Nominadora, un ente temporal integrado por representantes de sectores sociales con el fin de presentar al Congreso Nacional una nómina de al menos 45 candidatos a magistrados para que este escoja a quince de ellos con el voto favorable al menos dos tercios de sus diputados (art. 311). En consecuencia se reforma el numeral 9 del art. 205 para darle esta facultad al Congreso Nacional.
 Se prohíbe la creación de órganos jurisdiccionales de excepción (art. 304) y se remueve la atribución de la Corte Suprema de conocer las causas de extradición. También se deroga el art. 377: una disposición transitoria.

### VI Legislatura (2002-2006)
Decreto 268-2002 del 17 de enero del 2002. Ratificado por Decreto 2-2002, publicado en La Gaceta el 6 de junio del 2002.
Se reforman los artículos 222-227 —derogando el 225—, el 230 y el 240 para sustituir a la Contraloría General de la República, auxiliar al Poder Ejecutivo, por el Tribunal Superior de Cuentas (TSC), con autonomía de los poderes del Estado; y se describe su integración y facultades. Se cambia el nombre del capítulo III, título V, que antes se llamaba: De la Contraloría General de la República.

Se reforman el numeral 9 del artículo 119 y los numerales 11, 15, 20 y 38 del artículo 205, para mencionar cargos recientemente creados. Mediante esa reforma el Congreso Nacional se vuelve el órgano encargado de elegir al comisionado de los Derechos Humanos, a los miembros del TSC, al fiscal general de la República y al fiscal adjunto, entre otros.
También se derogan los artículos 232, 234 y 270 para suprimir la Dirección de Probidad Administrativa y la oficina de administración de bienes nacionales. Y se cambia el nombre del Capítulo V, Título V, antes llamado "De la Dirección de Probidad Administrativa".
Decreto 276-2002 del 8 de agosto de 2002. Ratificado en enero de 2004.
Crea el numeral 10 del artículo 205 para dar la atribución al Congreso Nacional de interpretar la Constitución en sesión ordinaria con dos tercios de los votos, excepto los artículos 373 —sobre las reformas a la Constitución— y 374 —sobre los artículos inmodificables. 
Decreto 345-2002 del 22 de octubre del 2002. Ratificado en marzo del 2003.
Reforma el artículo 28, que disponía la pérdida de la nacionalidad por la naturalización en país extranjero. Tras su reforma, el mismo reza: «Ningún hondureño por nacimiento podrá ser privado de su nacionalidad. Este derecho lo conservan los hondureños por nacimiento aún cuando adquieran otra nacionalidad», y remite a la Ley de Nacionalidad para asuntos relacionados.
También se reforma el artículo 29, que indicaba el requerimiento para recuperar la nacionalidad hondureña por nacimiento, y ahora habla de las causantes de la pérdida de la nacionalidad hondureña por naturalización.
Decreto 374-2002 del 13 de noviembre del 2002. Ratificado por Decreto 153-2003 del 23 de septiembre de 2003.
Reformas a la constitución para sustituir la figura de los tres designados presidenciales por la de un vicepresidente.
Decreto 412-2002 del 13 de noviembre del 2002. Ratificado por Decreto 154-2003 del 23 de septiembre de 2003, encontrado en La Gaceta del 1 de diciembre de 2003.
Reformas a la constitución, especialmente a los artículos 51-55, para sustituir al Tribunal Nacional de Elecciones por un Tribunal Supremo Electoral (hoy también extinto), ahora integrado por tres magistrados propietarios y uno suplente con posibilidad de reelección. También se le da autonomía al Registro Nacional de las Personas, encabezado por un director y dos subdirectores. Se ordena que todos los funcionarios mencionados deban ser elegidos por dos tercios del Congreso Nacional para un periodo de 5 años, y se mencionan sus requisitos.
Decreto 242-2003 del 20 de enero de 2003. Ratificado por Decreto 177-2004, publicado en La Gaceta el 11 de febrero de 2005.
Agrega en el artículo 5 las figuras del plebiscito y el referéndum para consultar sobre «asuntos de importancia fundamental en la vida nacional», exceptuando las consultas referidas a reformar el artículo 374 de la Constitución —sobre los artículos inmodificables—, a asuntos relacionados con cuestiones tributarias, crédito público, amnistías, moneda nacional, presupuestos, tratados y convenciones internacionales, y conquistas sociales. Y se indican sus requerimientos y procedimientos.
Decreto 175-2003 del 28 de octubre de 2003. Ratificado por Decreto 105-2004 publicado en La Gaceta del 11 de septiembre de 2004.
Deroga el artículo 200 que daba a los diputados varias prerrogativas. Deroga el numeral 15 del artículo 205 —sobre las atribuciones del Congreso Nacional— que lo facultaba para declarar con lugar o no a la formación de causa contra varios altos funcionarios. Y reforma el inciso 2 del artículo 313 —sobre las atribuciones de la Corte Suprema de Justicia— para que la misma pueda conocer los procesos incoados a los diputados. 
Decreto 175-2004 del 28 de octubre del 2004. Ratificado por Decreto 373-2005 publicado en La Gaceta el 24 de enero de 2006.
Añade en el artículo 329 —sobre el desarrollo socioeconómico— una mención al «Plan de Nación» como uno de cumplimiento obligatorio para los gobiernos sucesivos.
Decreto 176-2004 del 28 de octubre del 2004. Ratificado por Decreto 36-2005 publicado en La Gaceta el 4 de mayo de 2005.
Reforma los artículos 112 y 116, por lo cual se prohíben en Honduras el matrimonio y las uniones de hecho entre personas del mismo sexo, rechazando la validez de los celebrados o reconocidos por las leyes de otros países, y se prohíbe dar niños en adopción a dichas parejas.

### VII Legislatura (2006-2010)
Decreto 150-2007 del 20 de noviembre de 2007. Ratificado por Decreto 185-2008 publicado en La Gaceta el 21 de diciembre de 2009.
Se añade en el entonces derogado artículo 225 el contenido del artículo 233, sobre el enriquecimiento ilícito. Se modifica completamente el Capítulo V del Título V, que anteriormente se llamaba «Del Enriquecimiento Ilícito», reformando su artículo 233 y añadiendo contenido a los entonces derogados artículos 232 y 234. En el capítulo se describe al Ministerio Público, sus facultades, presupuesto, funcionarios y la elección de los mismos.
Fallo favorable de la Corte Suprema de Justicia al recurso de inconstitucionalidad No. 514-592-2008 el 11 de noviembre de 2008.
Se revierte totalmente el Decreto 374-2002 —que creó la figura del vicepresidente— y parcialmente el Decreto 412-2002 —que creó al Tribunal Supremo Electoral (TSE)—, con lo cual se reforma la constitución volviendo a instaurar las figuras de los designados presidenciales, pero manteniendo al TSE.

### VII Legislatura (2010-2014)
Decreto 273-2010 del 13 de enero de 2011. Ratificado por Decreto 6-2011 publicado en La Gaceta el 7 de marzo de 2011.
Reduce la edad necesaria para ser secretario o subsecretario de Estado de 30 a 25 años.
Decreto 275-2010 del 13 de enero de 2011. Ratificado por Decreto 3-2011 publicado en La Gaceta el 7 de marzo de 2011.
 Se incluye en el artículo 5 los principios de «la soberanía popular» y «la autodeterminación de los pueblos». Agrega la iniciativa de ley ciudadanas, que junto a las figuras del plebiscito y el referéndum los designa como los «mecanismos de participación ciudadana». Reduce el requerimiento para pedir plebiscito o referéndum del 6 % de los ciudadanos inscritos en el censo electoral al 2 %. Se restringe a que la consulta sobre un mismo tema no pueda llevarse a cabo en el mismo periodo de gobierno ni en el que le sigue, cuando anteriormente esta restricción aplicaba solamente si el resultado de la consulta no era afirmativo.
Decreto 282-2010 del 24 de enero de 2011. Ratificado por Decreto 5-2011 publicado en La Gaceta el 7 de marzo de 2011.
Reforma el artículo 317 para crear el Consejo de la Judicatura y de la Carrera Judicial, y modifica las facultades de la Corte Suprema de Justicia en el artículo 313 para remover su función administrativa y darle atribuciones al Consejo. La Corte Suprema ya no puede nombrar y remover magistrados y jueces.
Decreto 283-2010 del 19 de enero de 2011. Ratificado por Decreto 4-2011 publicado en La Gaceta el 7 de marzo de 2011.
Introduce en el artículo 329 —sobre el desarrollo económico y el Plan de Nación— las Regiones Especiales de Desarrollo (RED): entes regulados por el Congreso Nacional con personalidad jurídica, su propio sistema administrativo, normativa legal y fuero jurisdiccional; capaces de hacer convenios comerciales internacionales, y sujetos al Gobierno nacional en temas como soberanía, defensa nacional y relaciones exteriores.
Decreto 269-2011 del 24 de enero de 2012. Ratificado por Decreto 2-2012 publicado el 27 de febrero de 2012.
Introduce en el artículo 102 la extradición por delitos relacionados al tráfico de estupefacientes, terrorismo y cualquier otro fruto del crimen organizado sobre los que existan tratados de extradición con el país solicitante.
Decreto 231-2012 del 24 de enero de 2013. Ratificado por Decreto 8-2013 publicado el 27 de febrero de 2012.

Añade el contenido del artículo 234 al final del artículo 233, y modifica el primero para introducir la figura del juicio político, por el cual el Congreso puede aprobar el cese de funciones y proceso de enjuiciamiento de varios funcionarios con el voto de sus dos terceras partes, y con el voto de las tres cuartas partes en el caso del presidente de la República. Además el capítulo V, antes llamado "Del Ministerio Público" pasa a dividirse en dos secciones. Mediante el decreto, esta facultad del Congreso se plasma en el hasta entonces derogado numeral 15 del artículo 205.
Decreto 236-2012 del 24 de enero de 2013. Ratificado por Decreto 9-2013 publicado en La Gaceta el 20 de marzo de 2013.
Reforma el artículo 329, sobre el desarrollo económico, el Plan de Nación y las Regiones Especiales de Desarrollo, para sustituir estas últimas por Zonas de Empleo y Desarrollo Económico (ZEDE), con nuevas disposiciones. También se modifican el artículo 294 —sobre la división administrativa del territorio nacional—, para permitir al Congreso Nacional la creación de zonas sujetas a regímenes especiales, y el artículo 303 —sobre la integración del Poder Judicial—, para integrar a ese poder los tribunales con competencia exclusiva en dichas zonas.
Decreto 237-2012 del 25 de enero de 2013. Ratificado por Decreto 10-2013 publicado en La Gaceta el 27 de marzo de 2013.
Con el objetivo de modernizar y fortalecer el estado de derecho, introduce en el artículo 182 el derecho de habeas data. Agrega instrucciones a los artículos 17 —sobre la incompatibilidad entre un tratado internacional y una disposición constitucional—, 182 —sobre la garantía de amparo—, 185 —sobre la solicitud de inconstitucionalidad—, 186 —sobre la revisión de sentencias firmes— y 303 —sobre la integración del Poder Judicial—, y a los numerales 5 y 8 de las atribuciones de la Corte Suprema (art. 313). Y modifica el art. 316 para cambiar a la Sala de la Constitución por la Sala de lo Constitucional, que pasa a estar integrada por cinco magistrados, cuyas resoluciones por unanimidad son definitivas, y en caso contrario el asunto pasa al pleno de la Corte. Además se agrega en el artículo 309 la condición de ser notario para aspirar a la magistratura de la Corte.

### VIII Legislatura (2014-2018)
Fallo favorable de la Corte Suprema de Justicia a recursos de inconstitucionalidad el 22 de abril de 2015.
Se declaran inaplicables:
- El numeral 5 del artículo 42, que indica la pérdida de la ciudadanía por «incitar, promover o apoyar el continuismo o la reelección del presidente de la República».
- El artículo 239, que prohíbe la reelección del presidente de la República o su elección como designado presidencial, y dispone un castigo para quienes propongan su reforma.
- El último párrafo del artículo 4, que dice: «La alternabilidad en el ejercicio de la Presidencia de la República es obligatoria. La infracción de esta norma constituye delito de traición a la Patria».
- La parte del artículo 374 que prohíbe reformar los artículos concernientes «al período presidencial, a la prohibición para ser nuevamente presidente de la República, el ciudadano que lo haya desempeñado bajo cualquier título y el referente a quienes no pueden ser presidentes de la República por el período subsiguiente».

### VIII Legislatura (2018-2022)
Decreto 200-2018 publicado el 28 de enero de 2019. Ratificado por Decreto 2-2019 publicado en La Gaceta el 6 de febrero de 2019.
Crea en el Título II el Capítulo III-A, con los artículos "43-A" y "43-B", donde se habla del Registro Nacional de las Personas. Los artículos que describían a ese órgano —el 54 y 55— son reformados junto con otros para crear el Consejo Nacional Electoral y el Tribunal de Justicia Electoral en reemplazo del anterior Tribunal Supremo Electoral.
Decreto 192-2020 del 21 de enero de 2021. Ratificado por Decreto 3-2021 publicado en La Gaceta el 28 de enero de 2021.
Agrega en el artículo 67 un párrafo por el cual se prohíbe la interrupción de la vida del que está por nacer desde el momento de la concepción, y se blinda el artículo para que solo pueda ser modificado por las tres cuartas partes del Congreso Nacional y para que cualquier disposición legal posterior que lo contradiga sea nula. Se blinda en los mismos términos el artículo 112 —sobre el derecho al matrimonio y su prohibición para personas del mismo sexo.

### VIII Legislatura (2022-2026)
Fallo de la Corte Suprema de Justicia al expediente SCO-0738-2021 publicado en La Gaceta el 25 de noviembre de 2024.

Declara inconstitucional el Decreto 236-2012 que creó las Zonas de Empleo y Desarrollo Económico (ZEDE), así como las posteriores leyes que regularon su funcionamiento.

## Intentos de reforma

### Decretos aprobados y no ratificados
Los siguientes decretos fueron aprobados por una "legislatura" (periodo legislativo de dos años), pero no ratificados por la siguiente, quedando por lo tanto sin efecto. 
Decreto 153-88 del 21 de diciembre de 1988.
Quiso modificar el artículo 246 para ordenar la existencia de al menos 11 secretarías, en vez de 12, cambiando sus ámbitos.
Decreto 295-93 del 20 de diciembre de 1993.
Modificaba el artículo 2 para introducir las figuras del plebiscito y el referendo, y el artículo 51 para designar al entonces Tribunal Nacional de Elecciones como el encargado de realizarlos.
Decreto 188-97 del 29 de diciembre de 1997.
Modificando los artículos 51, 54 y 55, se le daría autonomía al Registro Nacional de las Personas, que ya no dependería del entonces Tribunal Nacional de Elecciones.
Decreto 160-97 del 31 de octubre de 1997.
Fijaba en 80 el número de diputados propietarios del Congreso Nacional y en 40 el de suplentes —art. 202.
Decreto 299-98 de diciembre de 1998.
Reemplazaría los cargos de los tres designados presidenciales por el de un vicepresidente.
Decreto 243-2003 del 20 de enero de 2004, y
Decreto 382-2005 del 26 de enero de 2006.
Introducirían en la constitución el derecho de habeas data y harían otras reformas sobre procedimientos legales.
Decreto 283-2013 del 22 de enero de 2014.
Daría rango constitucional a la recién creada Policía Militar del Orden Público, la cual formaría parte de las Fuerzas Armadas y seguiría órdenes del presidente de la República.
Decreto 32-2022 del 21 de abril de 2022.
Derogaría el Decreto 236-2012 que creó las Zonas de Empleo y Desarrollo Económico (ZEDE) y también el Decreto 9-2013 de su ratificación, declarando inválidas cualesquiera disposiciones legales que surgieron de aquella reforma.

### Intentos de instalar asambleas constituyentes
1984
El 24 de octubre de 1985, el diputado nacionalista Roberto Echenique Salgado presentó una moción al Congreso Nacional: “Que para efectos de la revisión de la Constitución, este Congreso Nacional se transforme en Asamblea Nacional Constituyente”. La moción era respaldada por sus correligionarios Armando Córdova, René Bendaña, Wilfredo Bustillo, Servelio Hernández y Marco Tulio Munguía, y por los liberales Carlos Rivas García, Gustavo Simón, Arnaldo Chacón, Roberto Micheletti, Dilma Quezada y Armando Bardales Paz. Los diputados servían al propósito continuista del entonces presidente de la República José Simón Azcona, del Partido Liberal.
Los ánimos se caldearon en la cámara de diputados y mientras Salgado daba su discurso se abalanzó sobre él su correligionario Carlos Montoya. Otros diputados más forcejearon, se dieron golpes y sacaron sus pistolas. El presidente del Congreso, Efraín Bú Girón, consultó la propuesta vía telefónica con el entonces jefe de las Fuerzas Armadas, Walter López Reyes, cuya posición le hizo saber a la cámara: López rechazaba la constituyente, manifestando que cualquiera que persiguiera su instalación cometería traición y que las Fuerzas Armadas cumplirían con sus funciones de mantener el orden constitucional. Esto fue finalmente lo que hizo que el Congreso desaprobara la moción.
2009
El presidente Manuel Zelaya, del Partido Liberal, convocó para el 28 de junio de 2009 un plebiscito para consultar a la población sobre la instalación de una «cuarta urna» en las elecciones generales de noviembre de 2009. A su vez, la urna serviría para consultar a los votantes si estaban de acuerdo con la instalación de una asamblea constituyente que crease una nueva constitución. Cinco días antes de la fecha establecida el Congreso Nacional reglamentó el plebiscito y la consulta pasó a ser ilegal. Zelaya desacató las órdenes de la Corte Suprema de Justicia y del Tribunal Supremo Electoral de desistir de la consulta y ordenó al Ejército distribuir las papeletas. Cuando el 28 de junio llegó Zelaya fue derrocado del poder y expatriado a Costa Rica, por lo cual las consultas no se llevaron a cabo.  

## Interpretaciones
Se han emitido los siguientes decretos interpretando frases de la constitución:
| Decreto n.º | Fecha        | Publicación en La Gaceta | Porción interpretada |
| ----------- | ------------ | ------------------------ | --- |
| 160-82      | 25 nov, 1982 | 14 jun, 1983             | Párrafo 4º del artículo 160 |
| 169-86      | 30 oct, 1986 | 10 dic, 1986             | Primer párrafo del artículo 373, numeral 2º del artículo 208, artículo 217, párrafo final del artículo 223, artículo 229, párrafo 3º del artículo 242 y artículos 365 y 374 |
| 10-90       | 22 feb, 1990 | 24 abr, 1990             | Artículo 307 |
| 58-93       | 30 mar, 1993 | 14 jun, 1983             | Segundo párrafo del artículo 90 |
| 41-95       | 14 mar, 1995 | 21 abr, 1995             | Segundo párrafo del artículo 122 |
| 287-98      | 30 nov, 1998 | 27 ene, 1999.            | Artículo 189 |
| 227-2000    | 30 nov, 2000 | 9 ene, 2001              | Artículo 164 |
| 13-2001     | 23 feb, 2001 | 8 mar, 2001              | Numeral 2 del artículo 23 |
| 275-2002    | 8 ago, 2002  | 16 ago, 2002             | Numeral 6 del artículo 313 |
| 2-2005      | 26 ene, 2005 | 10 mar, 2005             | Numeral 19 del artículo 205 |